# Кађо (Сијена)
Кађо је насеље у Италији у округу Сијена, региону Тоскана.
Према процени из 2011. у насељу је живело 80 становника. Насеље се налази на надморској висини од 248 м.